# Mokajoppa respinozai
Mokajoppa respinozai là một loài tò vò trong họ Ichneumonidae.